# Cercospora beticola

Cykl rozwojowy

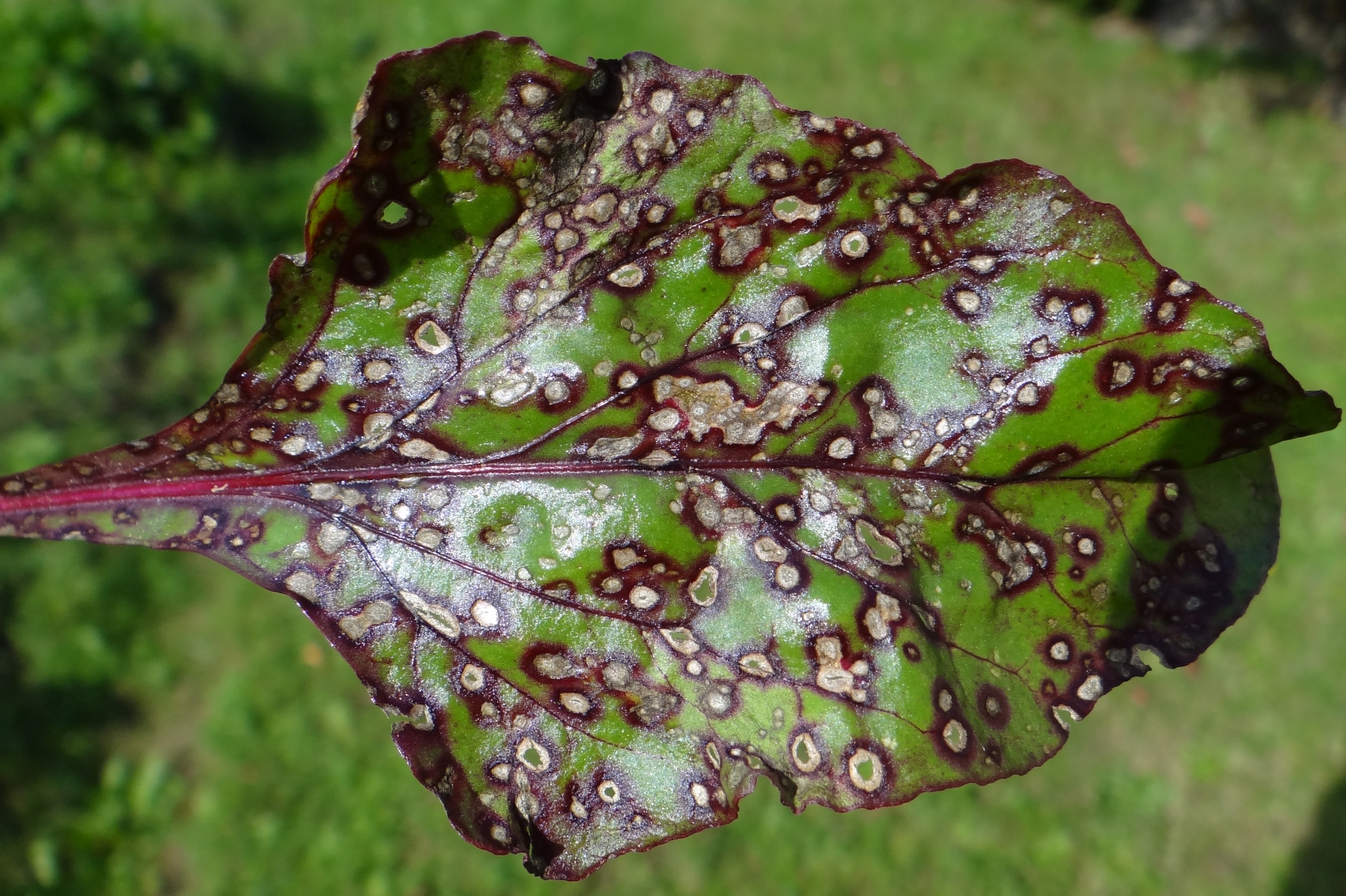
Wywołane przez Cercospora beticola plamy na liściu buraka ćwikłowego

Cercospora beticola Sacc. – gatunek grzybów z klasy Dothideomycetes.

## Systematyka i nazewnictwo
Pozycja w klasyfikacji według Index Fungorum: Cercospora, Mycosphaerellaceae, Capnodiales, Dothideomycetidae, Dothideomycetes, Pezizomycotina, Ascomycota, Fungi.
Anamorfa: Mycosphaerella.
Synonimy:
- Cercospora beticola Sacc. 1876 var. beticola
- Cercospora beticola var. poonensis Chidd. 1959
- Cercosporina beticola (Sacc.) Nakata, T. Nakajima & K. Katimoto 1915[2].

## Morfologia i fizjologia
Grzyb mikroskopijny zaliczany do grupy grzybów cerkosporoidalnych. Na liściach zaatakowanej rośliny tworzy skupiska konidioforów wytwarzających duże ilości zarodników konidialnych. Konidiofory nierozgałęzione, proste lub nieco zakrzywione, jasnobrązowe, o wysokości 30–105 μm i szerokości 2,5 μm. Konidia oddzielają się pojedynczo, są wrzecionowate lub jajowate, proste lub lekko zakrzywione, bezbarwne, gładkie. Mają (4–)6–10(–16) przegród, długość 40–160 μm, szerokość 3,5–4 μm i pogrubioną bliznę u nasady.
Endobiont żyjący wewnątrz tkanek rośliny, pomiędzy jej komórkami. Na powierzchni rośliny widoczne są tylko wywołane przez niego oznaki etiologiczne (barwne plamy itp.).

## Występowanie i siedlisko
Występuje w Afryce (Etiopia, Kenia, Libia, Malawi, Mauritius, Nigeria, Sierra Leone, Sudan, Tanzania, Togo, Uganda, Zambia, Zimbabwe), Azji (Hongkong, Indie, Malezja, Nepal, Pakistan, Iran, Irak, Izrael, Jordania, Oman, Turcja, Cypr, Borneo), Oceanii (Papua-Nowa Gwinea), Europie (Czechy, Słowacja, Anglia, Francja, Niemcy, Włochy, Malta, Polska, Rumunia, Szwajcaria), Ameryce Północnej (USA), Ameryce Południowej (Wenezuela), Ameryce Środkowej (Antigua, Kuba, Jamajka).
Rozwija się na następujących gatunkach roślin: Beta ciclae, Beta maritima, Beta putternulaei, Beta trigyna, Beta vulgaris, Chenopodium ambrosioides, Chenopodium beticola, Chenopodium murale, Chenopodium polyspermi, Chenopodium urbicum, Spinacia oleracea.

## Znaczenie
Pasożyt niektórych gatunków roślin. Uważa się, że u buraków wywołuje chorobę o nazwie chwościk buraka. Biorąc jednak pod uwagę, że między wieloma gatunkami Cercospora brak istotnych różnic morfologicznych, a są one polifagami, nie jest to pewne. Nawet badaniami molekularnymi (badanie sekwencji regionów ITS) nie udało się jednoznacznie ustalić który z gatunków Cercospora wywołuje tę chorobę.